# Кугель, Виктор Рафаилович
Ви́ктор Рафаи́лович Ку́гель (ивр. ויקטור קוגל‎; 15 февраля 1884, Мозырь, Минская губерния, Российская империя — 29 марта 1938, Ухтпечлаг, СССР) — российский и советский книгоиздатель, журналист, один из лидеров сионистского движения в Советском Союзе в 1930-е годы, последний председатель Объединённого мерказа сионистских организаций в СССР.

## Биография
Родился 15 февраля 1884 года в Мозыре в семье казенного раввина Рафаила Михайловича Кугеля и Ханны Вигдоровны (Анны Викторовны) Рабинович. После окончания Сумской гимназии поступил на юридический факультет Императорского Харьковского университета. Во время учёбы принимал участие в антиправительственных студенческих волнениях и несколько раз высылался полицией из города. С 1902 года примыкал к сионистскому движению. Был близким другом Владимира Жаботинского, Иосифа Трумпельдора, Макса Соловейчика и других видных сионистов. С конца 1904 года — репортер и работник экспедиции «Сын Отечества».
В 1905 году, с разрешения петербургского генерал-губернатора, перевелся в Санкт-Петербургский Императорский университет.
В 1906—1917 годах, вместе с братьями Александром, Осипом и Ионой, работал над выпуском известных петербургских журналов, среди которых: «Театр и искусство», «Сатирикон» и «Синий журнал». В 1906 году издал рассказ Осипа Дымова о евреях, спрятавшихся в погребе во время еврейских погромов. Отдельными книгами опубликовал драму Давида Пинского «Погромные дни», работу Аврома Розина «Еврейский вопрос в освещении К. Каутского и С. Н. Южакова», а также переведенную с немецкого брошюру «Социализм и сионизм».
Участник Третьего Всероссийского сионистского съезда в Гельсингфорсе, проходившего 21-27 ноября 1906 года.
В 1918—1922 проживал c семьей в Балаклаве на собственной даче. В Крыму сотрудничал с редакциями различных газет и полиграфическом отделе Крымского совета народного хозяйства. В 1920—1921 — заведующий типографией и издательством газеты «Маяк Коммуны». С 1922 года — в Москве, работал над созданием Государственного издательства РСФСР. Последнее место работы — консультант по производственной части Научно-издательский институт Большого советского атласа мира при ЦИК СССР.
Арестован 28 октября 1934 года по подозрению в участии в контрреволюционной сионистской организации. По данным ГПУ, являлся одним из создателей подпольной группы «Альгемейн-сион» в Москве. По воспоминаниям сына Давида Белкина, осужденного по этому же делу, Виктор Кугель занимал пост председателя подпольного Центрального Комитета Трудовой сионистской партии Советского Союза. С 1933 года, вместе с Давидом Баазовым, Иосифом Каминским и некоторыми другими активистами, являлся одним из руководителей «Объединенного мерказа сионистских организаций в СССР». C 1934 и до разгрома организации — её председатель и лидер.
Осужден 15 февраля 1935 года по ст. 58-II УК РСФСР Особым совещанием НКВД на 5 лет лишения свободы за участие в контрреволюционной сионистской организации. Отбывал срок наказания в Ухто-Печерском ИТЛ. Повторно арестован в лагере. За религиозную пропаганду и контрреволюционную агитацию (ст. 58-10 ч. I и 58-II УК РСФСР) приговорен 9 января 1938 года тройкой при Управлении НКВД по Архангельской области к высшей мере наказания.
Расстрелян 29 марта 1938 года в Новой Ухтарке. Реабилитирован в 1989 году.

### Семья
Братья: Александр (Авраам), Исаак, Иона, Осип (Иосиф), Натан. Жена — Мария Абрамовна Шмулевич, сын — Рафаил, дочь — Ноэми.

## Список печатных работ Виктора Кугеля
1925 год
- 1. Дела печатные, «Журналист», № 5
- 2. Новости газетной техники, «Журналист», № 5
- 3. Газетные типографии Союза, «Журналист», № 6-7
- 4. Графика (рецензия), «Журналист», № 8-9
- 5. Механизация экспедирования, «Журналист», № 8-9
- 6. Графическое искусство (рецензия), «Журналист», № 10
- 7. Журналы печатного дела (рецензия), «Журналист», № 12
- 8. Новости печатной техники, «Техника и жизнь», № 22

1926 год
- 1. К вопросу о переоборудовании провинциальных газет, Бюллетень комитета по делам печати, № 3
- 2. Новый тариф Мосполиграфа, Бюллетень комитета по делам печати, № 4
- 3. Переоборудование типографий, Бюллетень комитета по делам печати, № 5-6
- 4. Технические достижения издательских типографий, Бюллетень комитета по делам печати, № 7-8
- 5. Переоборудование типографий, Бюллетень комитета по делам печати, № 11-12 и 13-14
- 6. Развитие полиграфической техники, «Полиграфическое производство», № 2-3
- 7. В американских типографиях, «Печатник», № 26
- 8. Новости газетной техники, «Журналист», № 2
- 9. По американским типографиям", «Журналист», № 3
- 10. «Полиграфическое производство» (рецензия), «Журналист», № 5
- 11. Искусство книги (рецензия), «Журналист», № 6-7
- 12. «Полиграфическое производство» (рецензия), «Журналист», № 8-9
- 13. Полиграфические заметки, «Журналист», № 10;12
- 1927 год
- 1. Современный стереотип, «Полиграфическое производство», № 1
- 2. Полиграфическое дело в Америке, «Полиграфическое производство», № 4
- 3. Новая газетная типография в Осло, «Полиграфическое производство», № 8
- 4. Берегите бумагу, «Полиграфическое производство», № 9
- 5. Новинки переплетно-брошюровочного и наборного цехов, «Полиграфическое производство», № 12
- 6. Современный переплетный цех, «Издательское дело», № 12
- 7. Заметки очевидца, «Вечерняя Москва», 9 июля 1927 г.
- 8. Переоборудование типографий, Бюллетень комитета по делам печати, № 1-2
- 9. Издательства и типографии, Бюллетень комитета по делам печати, № 4-5
- 10. Техника печати иллюстрированных журналов, Бюллетень комитета по делам печати, № 6
- 11. Современная ротационная машина и массовая газета, «Издательское дело», № 8-9
- 12. Стереотипная в современной типографии, «Издательское дело», № 10
- 13. Издательства на всесоюзной полиграфической выставке полиграфической выставке, «Издательское дело», № 11
- 14. Современный переплетный цех, «Издательское дело», № 12
- 15. Дела бумажные, «Издательское дело», № 12
- 16. Какие нам машины нужны?, «Печатник», № 32-33
- 17. Японские типографии, «Печатник», № 27
- 18. Полиграфические заметки, «Журналист», № 1 и 2
- 19. Книга по вопросам полиграфии (2 рецензии), «Журналист», № 3
- 20. Вопросы полиграфии (рецензия), «Журналист», № 4
- 21. Издательское и полиграфическое дело в Америке, «Журналист», № 4
- 22. Переплет книги (2 рецензии), «Журналист», № 5
- 23. Руководство для наборщиков (рецензия), «Журналист», № 7-8
- 24. Борьба за читателя, «Журналист», № 7-8
- 25. Техника полиграфии (рецензия), «Журналист», № 9-10
- 26. Полиграфические заметки, «Журналист», № 9 и 11
1928 год
- О новом строительстве, «Хозяйство печати», № 2
- Полиграфический издательский мир в цифрах, «Хозяйство печати», № 12
- Машины для подготовки бумаги к печати. Новые двухрасочные машины, «Полиграфическое производство», № 1
- Полиграфические заметки, «Полиграфическое производство», № 5
- Из новинок полиграфии за границей, «Полиграфическое производство», № 6
- Полиграфические заметки, «Полиграфическое производство», № 7
- Полиграфия Европы и Америки в цифрах, «Полиграфическое производство», № 10
- О газетной бумаге или о великодушном рогоносце, «Журналист», № 2
- Как оборудована типография «Правда», «Журналист», № 7-8

1929 год
- Проблемы реконструкции издательской полиграфбазы, «Хозяйство печати», № 1
- Полиграфический и издательский мир в цифрах, «Хозяйство печати», № 2
- Как возрождалось производство книги, «Хозяйство печати», № 5
- Полиграфический и издательский мир в цифрах, «Хозяйство печати»,№ 6-7
- Издательская промышленность и типографии, «Хозяйство печати», № 8
- Полиграфические заметки, «Журналист», № 2
- Полиграфические заметки, «Журналист», № 3
- Полиграфические заметки, «Журналист», № 4
- Свободные художества, «Журналист», № 5
- 10 лучших книг, «Журналист», № 7
- Полиграфические заметки, «Полиграфическое производство», № 7
- Ежегодник Климша за 1927 г., «Полиграфическое производство», № 5
- Полиграфическая база наших газет, «Полиграфическое производство», № 2
- Новый линотип без линотиписта, «Полиграфическое производство», № 2
- Из новинок американской полиграфии, «Полиграфическое производство», № 1
- Где быть полиграфическим мероприятиям, «Экономическая жизнь», № 152 от 06 июля
- Дайте хорошую бумагу!, Торгово-промышленная газета, № 128 от 07 июня

1930 год
- Наши бумажные фабрики, «Хозяйство печати», № 1
- Полиграфическая черезполосица, «Хозяйство печати», № 2-3
- Расточительность на каждом шагу, «Хозяйство печати», № 9-10
- 30 лет газетной типографии, «Хозяйство печати», № 11-12
- Конец авторской правке, «Журналист», № 1
- Где был редактор (рецензия), «Журналист», № 3
- Полиграфическая черезполосица, «Журналист», № 5
- Бибилиография (рецензия), «Журналист», № 8
- Полиграфия, «Журналист», № 9
- Параллели (техника и организация полиграфического дела), «Журналист», № 14
- Накануне переворота в газетном деле: набор по телеграфу, «Журналист», № 15
- Накануне переворота в газетном деле: «Алло, Австралия!», «Журналист», № 16
- Вопиющие цифры, факты, параллели: печать и полиграфия, «За индустриализацию», № 102 от 5 мая
- Больше бумаги! Драться за бумагу!, «Экономическая жизнь», от 04 апреля
- Культурные сорта — в первую очередь! Вместо обертки — бумагу для печати!, «За индустриализацию», № 88 от 17 апреля
- 75 % — культурным сортам. Немедленно пересмотреть программы, «За индустриализацию», № 83 от 11 апреля
- Полиграфическое машиностроение на положении преследуемого, «За индустриализацию»,№ 142 от 21 июня
- Требуем расширения выработки культурных сортов, Газета «За индустриализацию», от 1 апреля
- В борьбе за культуру, «Экономическая жизнь», апрель
- Теснее связать руководство бумажной и фармацевтической промышленности, "За индустриализацию, декабрь
- Не только количество, но и качество!,"За индустриализацию", апрель
- Немедленно перевести фабрику на производство газетной рулонной бумаги. Прекратить импорт древесной массы: её у нас «великое изобилие»,"За индустриализацию",№ 109 от 14 мая

1931 год
- Растет вес выпускаемой бумаги? Проверим, растет ли количество продукции бумажных фабрик!, «За индустриализацию», июль 1931 г.
- Против расточительства валютных ресурсов, «За индустриализацию» от 07 января 1931 г.

1932 год
- Японская пресса, «За материальную базу печати», № 3
- В длинной очереди банкротств, «За материальную базу печати», № 1-2
- Зарубежная полиграфия за 15 лет, «За материальную базу печати», № 12

1933 год
Из истории печатных машин «Полиграфическое производство», № 8-9
1934 год
На задворках Газета «За индустриализацию»
Машинизация газетного дела газета (?)